# Chinguar
Chinguar è una municipalità dell'Angola appartenente alla provincia di Bié. Ha 298.801 abitanti (stima del 2006) ed una superficie di 3.054 km².
Il principale comune è l'omonimo Chinguar.